# Arturo Romero
Arturo Romero López (Tacuba, El Salvador, 16 de junio de 1911 - Choluteca, Honduras 29 de junio de 1965) fue un médico y político salvadoreño. En el área de la medicina, se distinguió por su trabajo por la mejora de las condiciones de salud en El Salvador y en Costa Rica. Como político, encabezó la oposición contra el general y dictador salvadoreño Maximiliano Hernández Martínez.